# Cheilanthes afra
Cheilanthes afra là một loài dương xỉ trong họ Pteridaceae. Loài này được Kornaś mô tả khoa học đầu tiên năm 1979.
Danh pháp khoa học của loài này chưa được làm sáng tỏ. 